# 君のために生れかわろう
『君のために生れかわろう』（きみのためにうまれかわろう）は、チューリップの通算2枚目のアルバム。1972年12月20日発売。

## 解説
発売前からライブで披露していた楽曲を含む13曲で構成されており、全曲が上京後に書かれたものである。
前作の『魔法の黄色い靴』に荒々しさが消え、重厚なアレンジ等の洗練された部分が多々見られ、デビューから半年を経て取り込んだ都会的っぽさを音楽に反映させている。
ジャケット写真は鶴見の禅寺で撮影され、レコード版では見開きでメンバーの写真が印刷されていた。
上田雅利と吉田彰が作詞や作曲を行った楽曲が初めて収録された。
前作と同様に付録として「チューリップ新聞」が封入されている（下記項目参照）。
ただし、当時はヒットせず、メンバーは3枚目のシングルがヒットしなければ福岡に帰らなければならないという状況に追い込まれた。翌年にリリースした『心の旅』がヒットしたことで、ようやくチューリップは危機から脱することとなる。
ファースト・アルバムの『魔法の黄色い靴』と共に、マスターテープ以外のマルチテープは消去されている。このため、未発表音源の発掘はほぼ絶望的である。

## 収録曲
SIDE 1
※5曲目から8曲目まではメドレー。
1. 新しい地球をつくれ
  - 作詞／作曲：財津和夫　編曲：チューリップ　ボーカル：財津和夫、吉田彰
  - ロック調のアップテンポな楽曲。
  - 財津としても気に入っているのか、第2期、ソロ、再結成後と年代を跨ぎながら、しばしばライブで披露されている。
2. 風車
  - 作詞／作曲：財津和夫　編曲：チューリップ・青木望　ボーカル：財津和夫
  - アコースティックさとストリングスの分厚さ、そしてボーカルとコーラスがうまくマッチしている楽曲。
3. 外へ出ちゃあぶないよ
  - 作詞：上田雅利／作曲：姫野達也　編曲：チューリップ　ボーカル：姫野達也
  - 上田の作詞デビュー作。
  - 再結成後の30周年記念ツアーでは、ハーモニーからつながる形で久々に演奏された。
4. 早くおいで
  - 作詞／作曲：吉田彰　編曲：チューリップ　ボーカル：上田雅利、吉田彰
  - 吉田が初めて作詞、作曲を務めた楽曲。
  - ビートルズを意識したと思われるアレンジが特徴で、唸り上がるようなベースが印象的である。
  - 再結成後のライブでは上田がサビの部分のボーカルも務めており、また、上田のソロライブではアレンジを大きく変えて披露されている。
5. 雨が
  - 作詞／作曲：財津和夫　編曲：チューリップ　ボーカル：財津和夫
6. いつもいつも
  - 作詞／作曲：財津和夫　編曲：チューリップ　ボーカル：財津和夫
7. ぼくらの愛が消えてしまうはずがない
  - 作詞／作曲：財津和夫　編曲：チューリップ・青木望　ボーカル：財津和夫
8. もう一度生れかわろう
  - 作詞／作曲：財津和夫　編曲：チューリップ・青木望　ボーカル：財津和夫

SIDE 2
1. 君のために生れかわろう
  - 作詞／作曲：財津和夫　編曲：チューリップ　ボーカル：財津和夫
  - SIDE 1の5曲目から8曲目までのメドレーで歌われた世界観を引き継いでおり、印象的なハモンドオルガンやギターソロが幻想的な雰囲気を醸し出している。
  - 当初のタイトルは『君のために』だった。
  - 最後のメロ部分を、財津が鼻をつまみながら歌唱している。
2. 箱入り娘
  - 作詞／作曲：財津和夫　編曲：チューリップ・青木望　ボーカル：財津和夫
  - アメリカンポップスを彷彿とさせる楽曲。
3. 電車
  - 作詞：安部俊幸／作曲：姫野達也　編曲：チューリップ　ボーカル：姫野達也
  - ロック調の短めの楽曲で、ライブでもしばしば演奏された。
  - 第1期末から第2期初めにかけては、ライブでフュージョンのアレンジがされていた。
  - 第1期最後のツアーでは、サポートとして参加していた宮城伸一郎がこの曲でベースソロを披露していた。
4. 一人の部屋
  - 作詞／作曲：財津和夫　編曲：チューリップ・青木望　ボーカル：財津和夫
  - 当初のタイトルは『一人の室の中』だった。
  - アルバム発売三ヶ月前に先行シングルとして発売されたものと同一テイク。
5. バイバイもうさよならさ
  - 作詞／作曲：財津和夫　編曲：チューリップ　ボーカル：財津和夫
  - 2004年の財津のソロアルバム「サボテンの花〜grown up〜」でセルフカバーされた。

## チューリップ新聞
前作の付録だった「チューリップタイムス」と同様の大判サイズの両面印刷だが、一方で全て活字印刷に変更されている。
内容はプロフィールや近況報告等、演奏写真となっている。
また、裏面の右下にはメジャーデビュー後に新たに設立されたチューリップのファンクラブの宛先が印刷されている。

## クレジット
TULIP is ....
KAZUO ZAITSU　Vocals and Acoustic Guitars
AKIRA YOSHIDA　Vocals and Bass
TOSHIYUKI ABE　Lead and Rythum Guitars
MASATOSHI UEDA　Vocals and Drums
TATSUYA HIMENO　Vocals , Keyboard and Acoustic Guitars
SHOO KUSANO - SHINKO PRODUCTIONS
PRODUCED BY KAZUNAGA NITTA FOR SHINKO MUSIC
ENGINEERED BY KEN KOSUGE
RECORDED AT TOSHIBA STUDIOS , SEPTEMBER-OCTOBER'72
ALL SONGS WRITTEN , COMPOSED , ARRANGED AND PLAYED BY TULIP
STRINGS AND HORNS ARRANGED BY NOZOMI AOKI
EXECTIVE PRODUCER　SHOO KUSANO
PUBLISHED BY SHINKO MUSIC PUB . Co./,Ltd.
CO-ORDINATION BY SHIRO NISHIDA
ART DIRECTION BY HIDEO MIZUTANI
PHOTOGRAHPY BY KENJI HATA
MANUFACTURED BY TOSHIBA MUSICAL INDUSTRIES LTD.